# Георги Пахимер
Георги Пахимер (на гръцки: Γεώργιος Παχυμέρης) е византийски историк, теолог, математик, философ и духовник от 13 век. 
Роден е в Никея, Витиния в 1242 година, където баща му търси убежище след превземането на Константинопол от кръстоносците (1204 г.) При управлението на императора-възстановител на Византийската империя Михаил VIII Палеолог Пахимер се връща в Константинопол, където учи право. Той развива широка писателска дейност, като най-значимият му труд е история на Византия в 13 тома, представляваща продължение на труда на Георги Акрополит. Тя включва управлението на императорите Михаил VIII Палеолог и Андроник II Палеолог. Пахимер е автор и на философски трудове. 
Умира в 1310 година.